# Scarlet (marque)
Pour les articles homonymes, voir Scarlet.
 (septembre 2020).
Si vous disposez d'ouvrages ou d'articles de référence ou si vous connaissez des sites web de qualité traitant du thème abordé ici, merci de compléter l'article en donnant les références utiles à sa vérifiabilité et en les liant à la section « Notes et références ».
Scarlet offre des services de téléphonie fixe, de télévision numérique, de connexions Internet fixes et de télécommunications mobiles aux consommateurs résidentiels.
Fondée aux Pays-Bas en 1992, Scarlet est également présente en Belgique depuis 1997 et fait partie du groupe Proximus depuis février 2008.
Le 1er octobre 2022, Scarlet Belgium SA cesse d'exister en tant que société distincte. Scarlet est intégrée comme marque de la société de droit public Proximus SA.

## Histoire

### Points principaux
Scarlet a été créé en 1992 aux Pays-Bas par Paul Gelderloos. Scarlet faisait partie du groupe américain Telegroup, à cette époque.
Cet opérateur est disponible en Belgique depuis 1997. En 1999, Scarlet devient une société indépendante avec deux nouveaux investisseurs : NeSBIC CTE Fund, une branche de Fortis, et Egeria, la société d’investissement de la famille Brenninkmeijer. Trois ans après, Scarlet acquiert la branche belge de son concurrent : KPN. En 2003, Scarlet acquiert Planet Internet Belgique, puis Tiscali Belgique, en 2004.
Le 15 février 2008, Belgacom Group ; devenu "Groupe Proximus" par la suite en 2014 ; annonçait le rachat de Scarlet.
Les branches belge et néerlandaise se sont séparées en 2011. Depuis le 1er juin 2014, Scarlet est renommé « Stipte » aux Pays-Bas. Belgacom (juste avant son changement de nom) s'est, dès lors, séparé définitivement des activités néerlandaises de cette société.

### Autre point
Entre 2008 et 2011, le Groupe Belgacom était également propriétaire de Scarlet B.V., qui était actif depuis l’année 2000 sur les Antilles Néerlandaise, plus spécifiquement à Curacao et Saint-Martin, et proposait des abonnements GSM et des cartes d’appel EZ-TALK. Scarlet B.V. offrait également des solutions WiMAX sur les iles ainsi que des solutions ADSL sous la marque « Carib-online ».

## Popularité
Malgré la popularité grandissante de Scarlet due à ses tarifs compétitifs, les critiques négatives sont fréquentes et reprochent généralement un service client ne résolvant pas les problèmes. Beaucoup de critiques font également mention d'un manque de stabilité du réseau, ainsi que de la facturation de frais d'appel. De nombreuses améliorations ont été constatées dans ce domaine au cours des dernières années.